# Jean-Faur Courrège
Pour les articles homonymes, voir Courrèges.
Jean-Faur Courrège ou Courrèges ou Corrège, né en 1730 à Paris et mort le 13 mai 1806 à Bordeaux,, est un peintre français.

## Biographie
Élève du peintre Jean Restout, dont il copie la manière, Courrège peint l'un de ses premiers tableaux connus, L'Adoration du Sacré-Cœur en 1749 pour l'autel de la chapelle du couvent des Sœurs de l'Union Chrétienne à Tours (aujourd'hui à Tours, musée des Beaux-Arts). L'influence de Restout dans ce tableau est particulièrement visible.
Candidat au prix de Rome en 1751, il présente un Job sur le fumier, mais termine second derrière Jean-Baptiste Deshays de Colleville. Il se tourne alors vers l'Académie de Saint-Luc, à laquelle il est reçu le 5 mai 1753. Il participe aux expositions de l'Académie de Saint-Luc en 1753, 1756, 1762 et 1764. Il est par la suite nommé adjoint à professeur, puis professeur de l'Académie. C'est pendant sa période parisienne qu'il peint Vénus pleurant la mort d'Adonis (avant 1753, Bordeaux, musée des Beaux-Arts).
Courrège quitte Paris en 1771, et intègre l'Académie de Bordeaux. Il participe à plusieurs expositions de l'Académie de Bordeaux, en 1771, 1774, 1776 et 1782. Il devient professeur de l'Académie de Bordeaux, chargé de l'étude d'après le modèle vivant. En 1792, il signe un Baptême du Christ pour la chapelle des Dominicains de Bordeaux (Bordeaux, église Notre-Dame-du-Chapelet). Sur la quarantaine d'œuvres documentées de sa main, seule une petite dizaine nous est aujourd'hui parvenue. 

## Œuvres
- L'Adoration du Sacré-Cœur, 1749, Tours, musée des Beaux-Arts ;
- Job sur le fumier, 1751, perdu ;
- Vénus pleurant la mort d'Adonis, avant 1753, Bordeaux, musée des Beaux-Arts ;
- Le Baptême du Christ, 1792, Bordeaux, église Notre-Dame-du-Chapelet ;
- Une reine faisant l'aumône, Bordeaux, musée des Beaux-Arts ;
- Le Christ et la Samaritaine (attribué), esquisse, Bordeaux, musée des Beaux-Arts.